# Wonder Woman (2017)
Wonder Woman ist eine Comicverfilmung aus dem Jahr 2017 über die gleichnamige Comicfigur des Verlages DC Comics, die ein Teil des DC Extended Universe ist. Es ist nach Batman v Superman: Dawn of Justice die zweite Kinoverfilmung mit der Amazonenprinzessin Diana Prince, die hinter der Identität Wonder Womans steckt, und ist die erste Soloadaption über diese Figur für das Kino. Regie führte Patty Jenkins, Darstellerin von Wonder Woman ist Gal Gadot. Der deutsche Kinostart war am 15. Juni 2017.

## Handlung
In der Gegenwart empfängt Wonder Woman, die in ihrer Zivilidentität als Diana Prince als Kuratorin im Louvre arbeitet, ein Geschenk ihres Superheldenkollegen Bruce Wayne: eine alte Fotografie, die sie an der Seite von Soldaten im Ersten Weltkrieg zeigt. In einer Rückblende wird erzählt, warum sie von diesem Präsent zutiefst bewegt ist.
Gegen Ende des Ersten Weltkrieges lebt auf der „Paradiesinsel“ Themyscira im Mittelmeer das Kriegervolk der Amazonen unter der Herrschaft von Königin Hippolyta und ihrer Schwester Antiope. Sie haben sich dem Kampf gegen ihren Erzfeind Ares verschrieben und hüten den „Gotttöter“, ein Schwert, das den Kriegsgott zerstören kann. Das einzige Kind ist Prinzessin Diana, die der Legende nach von Hippolyta aus Ton geformt und von Zeus zum Leben erweckt wurde. Diana wird von Antiope zur Kämpferin ausgebildet und entdeckt dabei, dass sie über übermenschliche Kräfte verfügt.
Währenddessen stiehlt der britische Spion Steve Trevor ein Notizbuch der Giftgasexpertin Isabel „Dr. Poison“ Maru, wird bei der Flucht per Flugzeug von deutschen Verfolgern abgeschossen und stürzt nahe der Insel ins Meer. Während er von Diana gerettet wird, werden die Deutschen von den Amazonen getötet, wobei Antiope erschossen wird. Nachdem Hippolyta Steve mit dem amazonischen Lasso der Wahrheit verhört hat, ist Diana überzeugt, dass hinter dem Ersten Weltkrieg niemand anderer als Ares steckt. Sie stiehlt das Lasso der Wahrheit, den Gotttöter und eine rot-blaue Amazonenrüstung und segelt – nachdem Hippolyta sie zwar ertappt, aber schweren Herzens gewähren lässt – mit Steve nach London, um Ares zu töten.
In London übergibt Steve das Notizbuch seinem Chef, Sir Patrick Morgan, während Diana sich trotz des Kulturschocks mit Steves Sekretärin Etta Candy anfreundet und die Tarnidentität von „Diana Prince“ annimmt. Sie finden heraus, dass der tyrannische deutsche General Erich Ludendorff die drohende Niederlage mit einem verheerenden Gaskrieg von Dr. Poison abwehren will: Schauplatz soll die Westfront in Belgien sein. Diana mutmaßt, dass Ludendorff in Wirklichkeit Ares ist, und will ihn töten. Mit einer bunten Schar von Waffenkameraden fahren die beiden an die Front und erfahren, dass deutsche Truppen im Niemandsland ein belgisches Dorf namens Veld besetzt halten. Wütend verwandelt sich Diana in Wonder Woman und erzwingt unter ihrer Führung die Befreiung des Dorfes. Anschließend verbringt sie mit Steve eine romantische Liebesnacht.
Diana und Steve erfahren, dass das deutsche Oberkommando in einer nahen Burg eine Gala abhält, an der auch Ludendorff und Dr. Maru teilnehmen. Steve schleicht sich hinein, um die dort lagernden Giftgasvorräte zu zerstören, doch ohne sein Wissen kommt Diana hinzu, da sie Ludendorff mit dem Gotttöter erstechen will. Als sie die Chance dazu hat, fällt ihr Steve in den Arm: Dieser Akt zerstöre jede Hoffnung auf Frieden. Ludendorffs Truppen bombardieren und töten das gesamte Dorf Veld mit Giftgas, wonach Diana Steve als Schwächling beschimpft. Auf einer Militärbasis, von wo aus die Deutschen mit einem großen Giftgasbomber London vernichten wollen, ersticht Diana den General – doch dann gibt sich der wahre Ares zu erkennen, Sir Patrick Morgan. Ares wollte ihr zeigen, dass die Menschheit schwach und korrupt sei, so dass er ihnen als „Gott der Wahrheit“ das gäbe, was sie wirklich wollten, nämlich Krieg. Zudem eröffnet er ihr, dass sie in Wirklichkeit das leibliche Kind von Hippolyta und Zeus ist, und nicht das Schwert der Gotttöter ist, sondern sie selbst. Während Steve und sein Team den Bomber vergeblich am Abheben hindern wollen, kämpfen Diana und Ares gegeneinander. Als sich Steve opfert, um den Bomber in der Luft zu zerstören, will Diana vor Wut und Schmerz Dr. Poison ermorden. Doch sie verschont die Chemikerin und tötet Ares. Befreit von seiner Gegenwart fallen sich Steves Team und die überlebenden Deutschen in die Arme. In London wird das Ende des Krieges gefeiert und Steves Tod betrauert.
Der Film endet in der Gegenwart, in der Diana sich bei Wayne für das Geschenk bedankt. Das Foto zeigt sie gemeinsam mit Steve und seinen Kameraden nach ihrem Sieg in Veld. Weiter holt sie aus ihrem Schreibtisch eine Armbanduhr hervor, die Steve gehörte. Die Geschehnisse von damals inspirieren sie bis heute, als Wonder Woman für die Gerechtigkeit zu kämpfen.

## Aussage der Regisseurin
Obwohl einige Kritiker den Film als feministisches Manifest ansehen, ist Jenkins eher der Meinung, dass sie als Botschafterin für die Entrechteten handelt. Diese Verantwortung nehme sie „nicht auf die leichte Schulter“ und denkt, das Vermächtnis von Wonder Woman sei eher eine andere Art von Heldentum, das die gleichen Merkmale hat, aber auch in gewisser Weise etwas mit Liebe und Ermächtigung zu tun hat.
In einem Interview im Jahr 2016 meinte sie, Wonder Womans Motivation, für das Gute zu kämpfen, beruhe auf ihrem Glauben an Göttlichkeit und Liebe. Damit sei der Film ein Coming-of-Age-Film. Mit dem Setting des Ersten Weltkriegs wird der Fokus auf einen mechanisierten Krieg gelegt. Zugleich besucht eine Göttin, die einen starken Sinn für Ehre und Gerechtigkeit hat, das erste Mal die Welt der Menschen, von der sie sich nicht vorstellen konnte, wie düster diese sein kann, bevor sie Zeugin der Grausamkeiten des Krieges wurde.

## Hintergrund

### Gescheiterte Vorprojekte
Bereits über zwei Jahrzehnte bevor die erste Soloverfilmung von Wonder Woman in die Kinos kam, wurde immer wieder ein Film über Wonder Woman geplant. So wurde im Jahr 1996 bekannt, dass ein Film über Wonder Woman in Entwicklung sei, dessen Produzent und eventueller Regisseur Ivan Reitman sein sollte. Drei Jahre später, im Oktober 1999, wurde bekannt, dass Jon Cohen für Joel Silver einen Wonder-Woman-Film produzieren sollte, wobei Sandra Bullock als Amazonenprinzessin im Gespräch war. Auch 2001 war Bullock noch für die Rolle als Diana Prince im Gespräch. Das Projekt wurde jedoch nie verwirklicht. Im März 2005 wurde von Warner Bros. und Silver Pictures erneut ein Wonder-Woman-Film angekündigt. Als Regisseur wurde Joss Whedon ausgewählt, doch auch dieses Projekt scheiterte.

### Vorproduktion

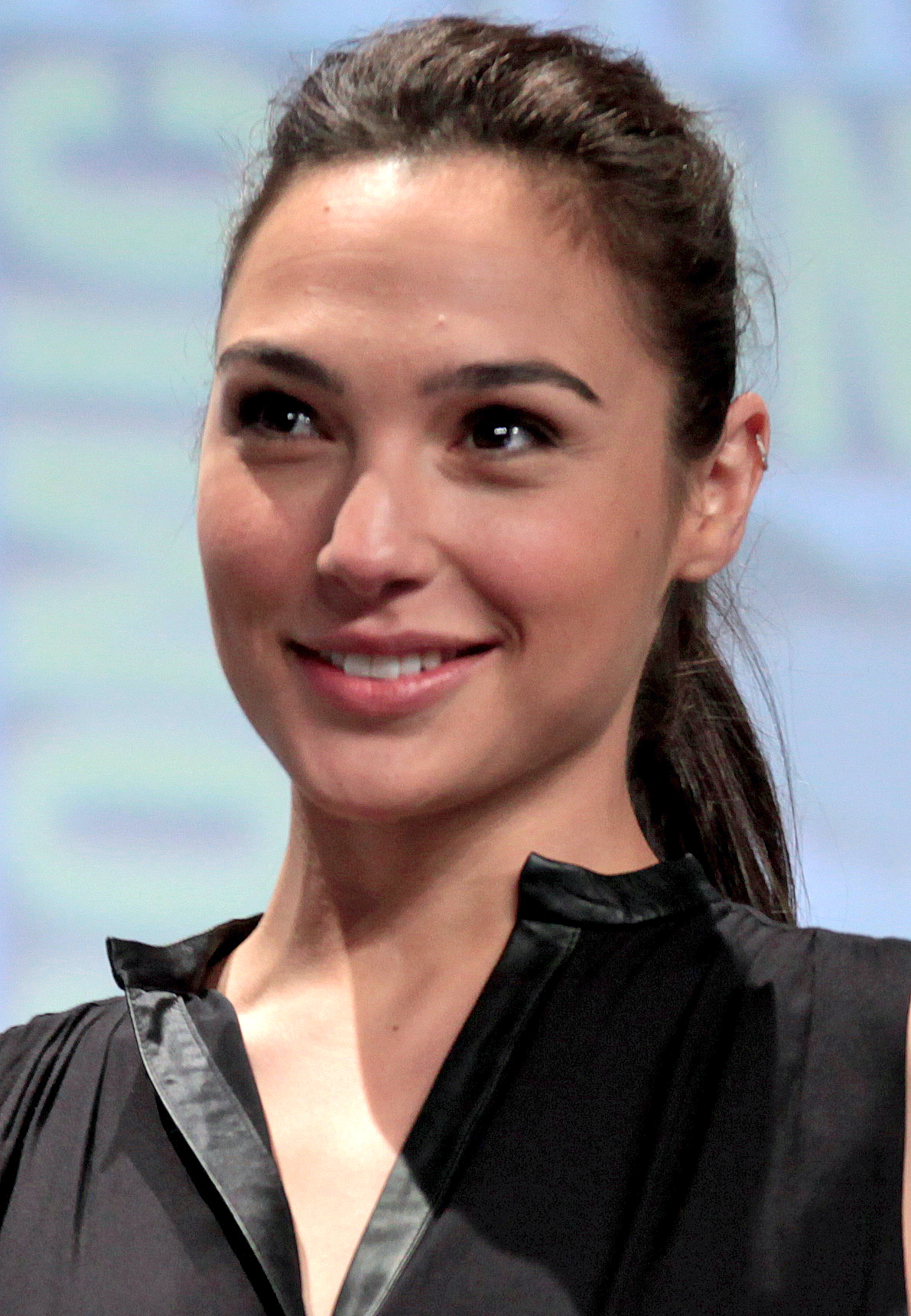
Gal Gadot, Darstellerin von Wonder Woman, auf der San Diego Comic Con 2014

Am 15. Oktober 2014 kündigte Kevin Tsujihara, Geschäftsführer von Warner Bros. Home Entertainment, bei einer Bekanntgabe von zahlreichen weiteren Filmen aus dem DC Extended Universe an, dass für den 23. Juni 2017 auch ein Film über Wonder Woman geplant sei. Allerdings wurde später bekannt gegeben, dass dieser Film bereits der zweite Auftritt des Charakters im DC Extended Universe sein wird. So ist Gal Gadot in Batman v Superman: Dawn of Justice, der im Jahr 2016 erschien, schon als Wonder Woman zu sehen. Es wurde auch bekannt gegeben, dass Wonder Woman im DC Extended Universe die Tochter von Zeus sein soll, dessen Geschichte in dieser Form erstmals in den New-52-Comics aus dem Jahr 2011 erzählt wurde. Kurz nachdem der Film Batman v Superman: Dawn of Justice erschienen war, gab Warner Bros. Anfang April 2016 bekannt, Wonder Woman bereits am 2. Juni 2017, rund drei Wochen vor dem ursprünglich geplanten Releasedatum, veröffentlichen zu wollen.
Laut Variety sollen Gal Gadot, Élodie Yung und Olga Kurylenko im Jahr 2013 für die Rolle der Amazonenprinzessin getestet worden sein. Am 4. Dezember desselben Jahres wurde schließlich die israelische Schauspielerin Gal Gadot als Wonder Woman bestätigt. Sie unterschrieb für insgesamt drei Filme, in welchen sie die Rolle verkörpert, neben einem Wonder-Woman-Film auch für den Film Batman v Superman: Dawn of Justice sowie für den Zweiteiler Justice League, wobei sie pro Film 300.000 US-Dollar erhält. Die Rollenvergabe stieß jedoch auf kontroverse Diskussionen. Es wurde kritisiert, dass Gadots Körperbau nicht dem einer Kriegerin entspräche.
Am 23. Oktober 2014 gab der Hollywood Reporter bekannt, dass Warner Bros. für den Wonder-Woman-Film eine weibliche Regisseurin suche. Wenige Tage später gab Forbes bekannt, dass die Regisseurinnen Kathryn Bigelow, Catherine Hardwicke, Mimi Leder, Karyn Kusama, Julie Taymor, Michelle MacLaren und Tricia Brook dafür im Gespräch seien. Am 24. November 2014 gab der Hollywood Reporter bekannt, dass MacLaren für die Regie unterschrieben hat. Damit wäre es die erste Comicverfilmung, bei der eine Frau die Regie führt. Zudem wäre es MacLarens erste Kinoadaption als Regisseurin gewesen; zuvor hatte sie lediglich für Folgen von Fernsehserien Regie geführt. Neben MacLaren sollen Lesli Linka Glatter und Jennifer Kent in der engeren Auswahl zur Regisseurin gestanden haben. Als Produzenten fungieren Charles Roven und das Ehepaar Zack und Deborah Snyder. Zack Snyder hatte zudem einen Gastauftritt als Soldat im Film. Am 13. April 2015 gab Warner Bros. jedoch bekannt, dass das Unternehmen nicht mehr mit MacLaren am Projekt weiterarbeiten würde. Als Grund wurden kreative Differenzen genannt, auf die nicht näher eingegangen wurde. Zuvor, im Dezember 2014, meinte MacLaren jedoch, dass Warner Bros. noch kein grünes Licht für die Produktion gegeben habe und sogar der Veröffentlichungstermin in Frage stehe. Am 15. April 2015, wurde Patty Jenkins als neue Regisseurin bekanntgegeben. Sie hätte bereits Regisseurin für Thor – The Dark Kingdom sein sollen, hatte das Projekt jedoch wegen kreativer Differenzen wieder verlassen, sodass Wonder Woman ihre erste Comicverfilmung ist.
Als Drehbuchautor wurde am 13. April 2015 Jason Fuchs bekannt gegeben. Zudem gab Warner Bros. bekannt, auf der Suche nach einem Darsteller für die Rolle von Steve Trevor zu sein, dem Liebhaber von Diana Prince. Ende Juli 2015 wurde bekannt, dass Chris Pine für diese Rolle gecastet wurde. In einem Interview meinte Pine, dass er lediglich den Steve Trevor zur Zeit des Ersten Weltkriegs verkörpert, nicht aber dessen gleichnamigen Enkel, der etwa mehrere Jahrzehnte später lebt. Ebenfalls im April 2015 bekundete Lynda Carter, die von 1974 bis 1979 Wonder Woman in der gleichnamigen Fernsehserie spielte, Interesse, im Film von 2017 mitzuspielen. Im Januar 2016 gab Chris Pine in einem Interview bekannt, dass Ares der Antagonist des Films ist.

### Dreharbeiten
In einem Interview im Juli 2015 kündigte Deborah Snyder an, dass Wonder Woman ab Herbst 2015 in London gedreht wird. Im Anschluss der Dreharbeiten sollen die Arbeiten für den Film Justice League beginnen, in dem Gadot erneut in die Rolle Wonder Womans schlüpfen sollte. Anfang September 2015 konkretisierte Snyder die Ankündigung für den folgenden November. Es wurde in London und der Basilikata-Region in Süditalien, wie in Craco, gedreht. Neben Großbritannien und Italien wurde auch Frankreich als Drehort bestätigt. Im November wurde der Dreh mit einem Setfoto offiziell bestätigt. Am 9. Mai 2016 gab Gal Gadot bekannt, dass die Dreharbeiten beendet wurden.
In der englischen Originalversion versah Gal Gadot, deren Muttersprache hebräisch ist, Wonder Woman mit einem starken fremdländischen Akzent. Dies war insofern bemerkenswert, da Wonder Woman im Vorgängerfilm Batman v Superman: Dawn of Justice fast akzentfrei redet. Innerhalb des DCEU-Universums wird dieser bewusst inszenierte Sprachunterschied damit erklärt, dass die Superheldin bei Batman v Superman bereits ein Jahrhundert unter den Menschen lebte und daher viel besser englisch redet als ihr jugendliches Ich, das in Wonder Woman erstmals mit ihnen in Kontakt kam.

### Film, Serie und Comics
Der Film übernimmt im Wesentlichen Wonder Womans seit 1941 etablierte Hintergrundgeschichte aus den Comics, wonach der US-amerikanische Pilot Steve Trevor auf der Flucht vor den Nazis auf der Paradiesinsel Themyscira abstürzt, von Amazonenprinzessin Diana gerettet wird und sie nach einem gewonnenen Wettbewerb das Recht erringt, an seiner Seite als Wonder Woman die „Welt der Männer“ zu befrieden. Die Filmversion spielt allerdings nicht im Zweiten, sondern im Ersten Weltkrieg, so dass Steve nun gegen Soldaten des deutschen Kaiserreiches kämpft, zudem findet kein Wettbewerb statt. Die Enthüllung, dass Diana keine zum Leben erweckte Lehmfigur ist, sondern die leibliche Tochter von Königin Hippolyta und Zeus, ist in den Comics erst seit 2011 Realität. Ihre Gegnerin Doctor Poison ist in den Comics ursprünglich eine Japanerin, in der Filmversion eine Spanierin.
Weitere Hommagen finden sich in Einzelszenen. Als sich Etta Candy beklagt, dass Diana bereits „226 Kleider“ anprobiert hätte, ist dies ein Verweis, dass der zum Zeitpunkt des Filmes amtierende Wonder-Woman-Autor Greg Rucka einst die 226. und letzte Ausgabe von Wonder Woman (Vol. 2) (erschienen im April 2006) geschrieben hatte. Kurz darauf wehrt Diana in ihrer Zivilidentität Kugeln mit ihren Armbändern ab, die für Steve bestimmt sind: Dies ist eine Hommage an den Film Superman, in der Superman in seiner Zivilidentität als Clark Kent Geschosse abwehrt, die seine Freundin Lois Lane treffen würden. Auf der Reise nach Belgien nascht sie genüsslich Eiscreme, was ein bekannter Running Gag aus ihren Comics ist. Schließlich trifft Diana vor der Gala eine deutsche Edelfrau namens Fausta Grables und trägt später ihr blaues Abendkleid. Fausta war in der Serie Wonder Woman ihre schurkische Nazi-Doppelgängerin.

## Vermarktung
Am 19. Januar 2016, als die Dreharbeiten noch stattfanden, wurde zum Fernsehspecial Dawn of the Justice League des Senders The CW erstes bewegtes Bildmaterial zum Film gezeigt. Im Vorfeld des Specials wurde das offizielle Filmlogo veröffentlicht. Auf der San Diego Comic Con im Juli 2016 wurde neben jeweils einem Trailer zu den DC-Extended-Universe-Filmen Suicide Squad und Justice League auch der erste Trailer zu Wonder Woman vorgeführt. Am 1. November 2016 gab die Regisseurin Hinweise, dass am 3. November 2016 der erste Filmtrailer außerhalb der Comic-Con-Veranstaltung erscheinen wird. Bereits einen Tag vor der angekündigten Veröffentlichung wurde ein kurzer Ausschnitt aus dem Trailer gezeigt, der am folgenden Tag mit drei neuen Postern erschien. Am 3. Januar 2017 folgte die Veröffentlichung eines internationalen Trailers.
Die Weltpremiere fand am 25. Mai 2017 im Pantages Theatre in Los Angeles statt. Die für den 31. Mai 2017 in London geplante Premiere wurde aufgrund des am 22. Mai 2017 begangenen Terroranschlags in Manchester abgesagt.

## Synchronisation
Die deutsche Synchronisation entstand nach einem Dialogbuch von Klaus Bickert unter der Dialogregie von Stefan Fredrich im Auftrag der Interopa Film GmbH Berlin.
| Rolle                           | Darsteller                          | Deutscher Sprecher    |
| ------------------------------- | ----------------------------------- | --------------------- |
| Diana Prince / Wonder Woman     | Gal Gadot                           | Sanam Afrashteh       |
| Diana Prince / Wonder Woman     | Emily Carey und Lilly Aspell (Kind) | Anouk Akinci (Kind)   |
| Steve Trevor                    | Chris Pine                          | Nico Sablik           |
| Königin Hippolyta               | Connie Nielsen                      | Andrea Aust           |
| General Erich Ludendorff        | Danny Huston                        | K. Dieter Klebsch     |
| Sir Patrick Morgan / Ares       | David Thewlis                       | Frank Röth            |
| Etta Candy                      | Lucy Davis                          | Anna Carlsson         |
| Dr. Isabel Maru / Doctor Poison | Elena Anaya                         | Silvia Mißbach        |
| General Antiope                 | Robin Wright                        | Irina von Bentheim    |
| Senatorin Acantha               | Florence Kasumba                    | Florence Kasumba      |
| Sameer                          | Saïd Taghmaoui                      | Tayfun Bademsoy       |
| Charlie                         | Ewen Bremner                        | Stefan Krause         |
| Chief Napi                      | Eugene Brave Rock                   | Dirc Simpson          |
| Paul von Hindenburg             | Rainer Bock                         | Rainer Bock           |
| Anzugträger                     | Dominic Kinnaird                    | Sven Brieger          |
| Colonel Darnell                 | Steffan Rhodri                      | Peter Groeger         |
| Fotograf                        | Pat Abernethy                       | Patrice Luc Doumeyrou |
| Menalippe                       | Lisa Loven Kongsli                  | Dana Friedrich        |
| Marshall Haig                   | James Cosmo                         | Fred Maire            |

## Rezeption

### Kritiken
Der Film konnte 93 Prozent der Kritiker und 83 Prozent des Publikums bei Rotten Tomatoes überzeugen.
Als einen der „besten Blockbuster der letzten Zeit“ bezeichnete Der Spiegel den Film, er sei ein Vergnügen für Männer wie für Frauen. Andreas Borcholte von Spiegel Online lobte Gal Gadots Darstellung als Wonder Woman. Seiner Ansicht nach gelinge Gadot die schwierige Balance zwischen staunendem Mädchen vom Lande und würdevoll-weiser Gottkriegerin, ohne ihre Figur in Klischees abgleiten zu lassen. Zudem „muss sie ihre Weiblichkeit nicht durch eine Überbetonung männlicher Attribute, Kaltblütigkeit, Aggression, Brutalität, kompensieren: Ihre Sexyness entsteht nicht aus durchaus im Überfluss vorhandenen Körpermerkmalen, sondern aus ihrer charakterlichen Weiblichkeit. Die Sanft- und Besonnenheit, die Empathie, mit der sie die ihr gestellten Konflikte löst, ist das Zentrum und das schlagende Herz des Films.“ Insgesamt sei der Film laut Borcholte „ein packender, zuweilen angenehm altmodischer Actionfilm, der dem Genre mit leichter Hand eine feministische Dimension eröffnet“.
Hannah Lühmann schrieb bei welt.de von einer „trashig-artifiziell-kitschigen“ Superheldinnenwelt und fragte, ob es keine Möglichkeit gegeben habe, „dem biologistischen Witz des weiblich-mütterlich Guten, von jedem Einzelfall ergriffenen eine psychologisch realistischere Grundlage zu geben“.
Cath Clarke von Time Out beschreibt den Film als ein ausgelassenes Action-Abenteuer in der Tradition von Indiana Jones mit einem gut funktionierenden Sinn für Humor.
Andrew Barker von Variety schreibt, Patty Jenkins’ Wonder Woman biete eine willkommene Abwechslung von den düsteren Filmen im DC-Comics-Stil und beweise mit der Auswahl von Gal Gadot für diese Rolle ein gutes Händchen, die für Aufrichtigkeit und Gerechtigkeit steht und den Weg einer Amazone geht.
Auch Sheri Linden von The Hollywood Reporter meint, diese sehr originäre Geschichte, die sich in geraden und relativ übersichtlichen Bahnen bewege, biete eine willkommene Abwechslung von Superhelden-Universen, die zu oft mit Verflechtungen und Querverweisen überfrachtet sind.
Kate Erbland von IndieWire sagt, Jenkins’ Film bewege sich in der Zeit zurück, um eine Ursprungsgeschichte zu erzählen, die wunderbar aus sich selbst heraus funktioniere und gleichzeitig mit Spannung erwarten lasse, was das Franchise in der Zukunft hervorbringt.
Dietmar Dath von der Frankfurter Allgemeinen Zeitung meinte, dass in Wonder Woman alle die Rollen spielen dürften, in denen sie eh am besten seien, nur breiter und größer. Patty Jenkins erfrische und belebe mit Wonder Woman das Superheldenkino, denn sie habe zwar nicht den ersten gelungenen Superheldenfilm in weiblicher Regie (das sei die fabelhafte Lexi Alexander mit Punisher: War Zone im Jahr 2008 gewesen) geschaffen, aber doch einen, der das Genre verändern werde. Dath hob insbesondere die Darstellung von Gal Gadot hervor: „Das Beste an ‚Wonder Woman‘ ist übrigens, das sagen überall alle und haben völlig recht, der Titelstar. Gal Gadot hebt die rechte oder linke Augenbraue wie einst Roger Moore als James Bond, nämlich um die Rolle zwar freundlich zu ironisieren, aber eben nicht zu veralbern. Sie freut sich über Eiscreme, sie gibt anderen Talenten im Zusammenspiel Raum, sie verschiebt den Unterkiefer, wenn sie sauer ist, sie staunt, sie wütet, trotzt und liebt – kurz, um es mit einer Superheldenfilmexpertiseformel zu sagen, die in der Fachsprache genau dasselbe bedeutet wie im Alltag: Diese Frau ist phantastisch.“
Rüdiger Suchsland kommentierte in seiner Kritik für heise online, dass Wonder Woman zunächst einmal ein guter Superhelden-Film sei, und zwar einer der besten seit langem, der Action mit Humor, Leichtsinn mit Tiefsinn verbinde. Zudem sei er auch eine philosophische Meditation über Heldentum, über Gewalt, ein cleverer Versuch der Versöhnung antiker Mythologie und Moderne. Zudem sei er ein populärkulturelles Manifest und subversives Meisterwerk des Feminismus. Er biete aber wie jeder gute Film auch Vergnügen, visuellen Überschuss und ein Stück Fetischismus. Suchsland lobt die Hauptdarstellerin Gal Gadot wegen ihres Könnens, Ausstrahlung und Charme. Sie sei der unbestrittene Star des Films, wirke stark und verwundbar zur gleichen Zeit, zeige übermenschliche Kräfte und menschliche Fähigkeiten. Suchsland nennt Wonder Woman eine legitime Erbin einer Tradition, die im Kino bisher nur von Sigourney Weavers Ripley in Alien und Linda Hamiltons Sarah Connor in Terminator verkörpert worden wäre. Die emanzipatorische Forderung nach mehr weiblichen Narrativen werde erfüllt, aber es werde auch auf das Outfit geachtet: Praktisch müsse es sein, aber was hermachen. Die Macht der Schönheit werde nicht ignoriert, Feminismus und Fetischismus würden zusammen gehen, sagt Suchsland. Er nennt Diana zudem eine „liberale Ironikerin“ (Richard Rorty). Sie besäße ein gesundes Maß an Hedonismus – „ein Mensch aus der Mitte unserer Gegenwart“. Suchsland schließt seine Kritik mit folgendem Fazit über Wonder Woman ab: „Ein Stück Fetischismus, ‚guilty pleasure‘ und visueller Überschuss in Zeiten, in denen viele Filme überkorrekt politische Tages-Agenden abarbeiten, moralisieren und immer auf der richtigen, braven Seite stehen. Das alles tut ‚Wonder Woman‘ übrigens auch. Aber anders. Und besser.“

### Einspielergebnis
Nach seinem Kinostart Anfang Juni 2017 wurde der Film die weltweite Nummer 1 und erreichte unter anderem in den Vereinigten Staaten, in Südkorea, im Vereinigten Königreich, in Frankreich und in Australien die Spitze der Kino-Charts. Alleine in den Vereinigten Staaten spielte der Film an seinem Startwochenende mehr als 100 Millionen US-Dollar ein. Hierdurch wurde Jenkins zur ersten Regisseurin, der dort ein Einspielergebnis dieser Größenordnung gelungen war. Die weltweiten Einnahmen des Films aus Kinovorführungen belaufen sich mit Stand vom 11. März 2018 auf rund 822 Millionen US-Dollar. Damit belegt der Film den zehnten Platz der erfolgreichsten Filme des Jahres 2017 und auf der Liste der weltweit erfolgreichsten Filme aller Zeiten derzeit Platz 100 (Stand: 19. April 2025). In Deutschland verzeichnete der Film 780.000 Besucher.
Bei einem geschätzten Produktionsbudget von 120–149 Millionen US-Dollar muss ein Film dieser Größenordnung rund 300 bis 460 Millionen US-Dollar einspielen, um Gewinn zu erzielen. Deadline Hollywood berechnete unter Berücksichtigung aller Kosten und Einnahmen den Gewinn des Filmes auf 252,9 Millionen US-Dollar, was ihm Platz sechs im Ranking der profitabelsten Filme 2017 einbringen würde.

### Kontroverse
Wonder Woman wurde im Libanon verboten, da Hauptdarstellerin Gal Gadot vorgeworfen wurde, während ihres Wehrdienstes in der israelischen Armee antilibanesische Propaganda verbreitet zu haben. Dieser Boykott wurde vom libanesischen Blogger Elie Fares als fragwürdig dargestellt, da im Libanon bereits die Filme Batman v Superman: Dawn of Justice bzw. Fast & Furious 6 mit Gadot veröffentlicht worden waren. Der Film wurde in Tunesien wegen Gadots Teilnahme am Gazakrieg verboten.

### Auszeichnungen (Auswahl)
Art Directors Guild Awards 2018
- Nominierung für den Excellence in Production Design Award in der Kategorie Fantasy Film (Aline Bonetto)[72]

MTV Movie & TV Awards 2018
- Auszeichnung für den Besten Kampf (Gal Gadot gegen deutsche Soldaten)
- Nominierung als Film des Jahres
- Nominierung als Bester Held (Gal Gadot)

Producers Guild of America Awards 2018
- Nominierung als Bester Film (Charles Roven, Richard Suckle, Zack Snyder und Deborah Snyder)

Satellite Awards 2017
- Nominierung für das Beste adaptierte Drehbuch (Jason Fuchs und Allan Heinberg)
- Auszeichnung für die Beste Filmmusik (Rupert Gregson-Williams)
- Nominierung für die Besten visuellen Effekte[73]

Screen Actors Guild Awards 2018
- Auszeichnung als Bestes Stuntensemble in einem Film[74]

Teen Choice Awards 2017 (Auswahl)
- Auszeichnung in der Kategorie Choice Action Movie
- Auszeichnung in der Kategorie Choice Action Movie Actress (Gal Gadot)
- Auszeichnung in der Kategorie Choice Action Movie Actor (Chris Pine)[75][76]

Am 4. Dezember 2017 wurde bekannt, dass sich der Film in der Vorauswahl von 20 Filmen befindet, aus der die Academy of Motion Picture Arts and Sciences die Nominierungen für die Oscarverleihung 2018 in der Kategorie Beste visuelle Effekte bestimmen wird.

## Fortsetzung
Am 15. Oktober 2014 kündigte Warner Bros. neben dem Wonder-Woman-Film zahlreiche weitere Filme an, die im DC Extended Universe angesiedelt sein sollen, darunter zwei Filme über die Justice League. Der erste Film, Justice League, erschien am 17. November 2017 in den Kinos. Dabei schlüpft Gal Gadot wieder in ihre Rolle als Wonder Woman und ist als ein Teil des Superheldenteams Justice League zu sehen. Der zweite Film, The Justice League Part Two, sollte schließlich am 14. Juni 2019 erscheinen, wurde aber nie realisiert, da der erste Teil ein Millionenverlust für Warner Bros. war. Am 15. Mai 2017 gab Zack Snyder bekannt, dass dagegen ein weiterer Solofilm über Wonder Woman geplant sei. Auf der San Diego Comic-Con wurde Ende Juli 2017 offiziell bekannt gegeben, dass Warner Bros. an einer Fortsetzung zu Wonder Woman arbeitet, in der Gal Gadot abermals die Hauptrolle spielen wird.
Am 13. Juni 2018 wurde die Fortsetzung offiziell in Wonder Woman 1984 benannt, weil die Handlung des Films in den 1980ern spielt. Der Film kam am 25. Dezember 2020 in die US-amerikanischen Kinos. Regisseurin ist erneut Patty Jenkins. Die Filmemacherin bestätigte auch, dass der Handlungsbogen für die Heldin über drei Filme geplant worden sei und dass die Handlung für einen dritten Wonder Woman-Film derzeit entwickelt wird. Dieser solle dann in der Gegenwart spielen. Im Dezember 2022 wurde bekannt, dass es einen dritten Film der Reihe nicht geben werde.